# Seleção de Futebol das Paróquias de Jersey
A Seleção de Futebol das Paróquias de Jersey é a equipe que representa Jersey em competições de futebol. Ao contrário da Seleção Jersiana de Futebol, que é administrada pela Associação de Futebol de Jersey e é considerada como parte da federação inglesa, a equipe das Paróquias de Jersey é independente e é filiada a CONIFA. A seleção não é filiada à FIFA ou a UEFA, e, por isso, não pode disputar a Copa do Mundo ou a Eurocopa. No entanto, como membro da CONIFA, a seleção pode competir na Copa do Mundo CONIFA e na Copa Europeia CONIFA.

## História
A Seleção das Paróquias de Jersey foi formada no verão de 2018 pelo ex-jogador de Jersey James Scott, após o pedido mal sucedido da Associação de Futebol de Jersey de ingressar na UEFA. Em junho de 2018, o secretário geral da Conifa, Sascha Düerkop, ofereceu um convite à seleção das Paróquias de Jersey para ingressar na organização, e, em setembro, a equipe foi oficialmente aceita como membro após assinar um acordo com a Associação de Futebol de Jersey (JFA).
Embora se pensasse inicialmente que a equipe das Paróquias de Jersey estrearia internacionalmente durante um torneio de qualificação para a Copa Europeia CONIFA de 2019 em novembro, foi anunciado, uma semana depois, que o primeiro jogo internacional da equipe seria contra a novata seleção de Yorkshire, em 21 de outubro. Em 3 de outubro, Jack Boyle foi anunciado como o primeiro capitão da equipe.
A cobertura da primeira partida da equipe foi realizada pela BBC Radio Jersey. O capitão Jack Boyle marcou o primeiro gol da história da seleção.

## Partidas e resultados
Vitória
      Empate
      Derrota

### 2018
| 21 de outubro Amistoso | Paróquias de Jersey              | 2 - 1 | Yorkshire  | Saint Peter, Jersey        |  |
|                        | Jack Boyle 23' · Calvin Weir 76' |       | Ripley 83' | Estádio: La Rue des Vignes |  |

### 2019
| 1 de junho Atlantic Heritage Cup de 2019 | Yorkshire        | 1 - 0 | Paróquias de Jersey | Ossett, Yorkshire         |  |
| 15:00                                    | Litchfield 90+3' |       |                     | Estádio: Ingfield Stadium |  |

| 2 de junho Atlantic Heritage Cup de 2019 | Paróquias de Jersey                                                                           | 9 - 2 | Arquipélago de Chagos | Harrogate, Yorkshire |  |
| 15:00                                    | Kieran Lester 5', 26', 41', · Karl Hinds 7', 71' · Tom Harris 52', 61', 67' · Luke Watson 89' |       | Leelah 19', 21'       | Estádio: CNG Stadium |  |

### 2020
| 23 de maio Southern Frontier Cup de 2020 | TBC | V | Paróquias de Jersey | Whyteleafe, Surrey   |
|                                          |     |   |                     | Estádio: Church Road |

| 24 de maio Southern Frontier Cup de 2020 | TBC | V | Paróquias de Jersey | Whyteleafe, Surrey   |
|                                          |     |   |                     | Estádio: Church Road |

## Desempenho contra oponentes internacionais
| Oponentes             | Partidas | Vitórias | Empates | Derrotas | GP | GC |
| --------------------- | -------- | -------- | ------- | -------- | -- | -- |
| Arquipélago de Chagos | 1        | 1        | 0       | 0        | 9  | 2  |
| Yorkshire             | 2        | 1        | 0       | 1        | 2  | 2  |